# Krabat
Krabat (nemška izgovarjava: [ˈKʁaːbat]) je lik lužiške folklore, imenovan tudi "Vendski Faust". Prvi zapisi o njem segajo v leto 1839 v Akademischen Vereins für lausitzische Geschichte und Sprache, povezani zapisi pa so bili izgubljeni.
Lik se je v 19. stoletju iz hudobnega čarovnika razvil v ljudskega junaka in koristnega prevaranta.

## Analiza
Zgodovinsko jedro ljudske pravljice je hrvaški poveljnik konjenice Johannes Schadowitz (1624 – 1704), ki je bil s strani Janeza Jurija III. (elektor Saške) leta 1691 nameščen v Groß Särchen (zdaj del Lohsa), v bližini Hoyerswerda.
Pravljico o Krabatovem čarovniškem uvajanju z zlobnimi močmi lahko v folklornih študijah uvrstimo med Aarne-Thompson-Uther ATU 325, "Čarovnikov vajenec".
Ljudska pravljica je osredotočena na območje Lužice, predvsem v naselje Čorny Čołmc (Schwarzkolm), ki je danes okrožje mesta Hoyerswerda, kjer naj bi se Krabat priaučil svoje čarovniške moči.

## Prilagoditve
Zgodba o Krabatu je bila adaptirana v več romanov, med njimi:
- Mišter Krabat (Mojster Krabat) (1954), avtor Měrćin Nowak-Njechorński .
- Čorny młyn (Črni mlin) (1968) Jurija Brězana, po katerem je nastal film Die Schwarze Mühle.
- Krabat (1971) Otfrieda Preußlerja, ki je navdihnil vzhodnonemški TV film Die schwarze Mühle ("Črna mlinica") (1975), češki film Čarodějův učeň (1977) in nemški film Krabat (2008) . Tudi album Krabat nemške gotske skupine ASP je navdihnjen s to različico legende.